# Шлюзовой (микрорайон)
Посёлок (микрорайон) Шлюзовой — один из микрорайонов города Тольятти, административно входит в Комсомольский район города.

## История
Шлюзовой — один из нескольких посёлков, возникших при строительстве Куйбышевской ГЭС. Он находился примерно в 15 километрах ниже по течению Волги от старого Ставрополя. Своё название посёлок получил по расположению рядом с нижними шлюзами межшлюзового судоходного канала Куйбышевской ГЭС.
Начинался посёлок со временной застройки. Вскоре после выхода указа о строительстве ГЭС силами созданного управления строительства «Куйбышевгидрострой» на территории будущего посёлка были отстроены казармы. В 1951 году в посёлке появились общежития на 5000 м².
В 1952 году в Шлюзовом были сданы в эксплуатацию около 3 тысяч м² жилья, в 1953 году — ещё столько же. К январю 1955 года здесь было построено 11 тысяч м² жилья. В октябре 1956 года государственная комиссия приняла ещё несколько зданий, в том числе здание средней школы № 2 на 880 учеников (тогда это была крупнейшая школа в Ставрополе).
При определении границ городских районов, появившихся в Тольятти в 1972 году Шлюзовой вошёл в состав Комсомольского района, сначала в качестве посёлка, позднее в статусе микрорайона.
Через микрорайон проходит федеральная трасса «Урал» М5
Микрорайон граничит с полуостровом Копылово, с которым связывает его пассажирская паромная переправа (упразднена в 2022 г).
В начале 90-х в микрорайоне находилось собственное кабельное телевидение «Актив ТВ», вошедшее в состав кабельного телевидения ЛИК.

## Архитектура
Проект капитальной застройки посёлка разрабатывался институтом «Ленгипрогор» в несколько этапов. 5 июня 1951 года была выбрана площадка для застройки. В том году был представлен первый проект, автором которого был архитектор И. Г. Ромм, который был рассмотрен 10 сентября 1951 года на заседании у заместителя начальника по делам архитектуры Совета Министров РСФСР.
Проект предусматривал 3-4-х этажную застройку, планировались две площади — с клубом и зданием управления шлюзов.
Вдоль берега судоходного канала должна была быть проложена набережная, перпендикулярно ей — главная улица. Здания на въездах в посёлок должны были обладать более богатым архитектурным оформлением, но и остальные здания были весьма сложной конфигурации. Всего в первой очереди посёлка должны были быть построить 42 жилых каменных строения, на первых этажах которых должны были разместить магазины и предприятия сферы бытового обслуживания.
Посёлок проектировался исходя из цифры в 7200 жителей, согласно нормам тех лет в посёлке должны быть построены школа на 960 мест, 3 яслей и 3 детских сада, больница на 70 коек, амбулатория, баня, гостиница.
В феврале 1952 года проект был ещё раз рассмотрен в Москве, и в апреле был утверждён с дополнениями. Было рекомендовано облегчить конфигурацию зданий и выработать более упрощённый тип, а также уменьшить размеры площади за счёт смещения здания клуба к управлению шлюзов. В 1953 году проект был ещё раз доработан, и в этом же году был принят проект клуба посёлка Шлюзовой на 320 мест.
Общая стилистика построенных в 1950-х годах зданий в посёлке для Тольятти уникальна, они относятся к стилю советского классицизма. Сохранившийся ансамбль зданий из 18 объектов, включающих жилые дома и здание детского сада, занесён в реестр архитектурных памятников Тольятти.

## Промышленность и учреждения
На территории микрорайона расквартирована войсковая часть № 6622 «Росгвардии».
На территории расположены Тольяттинский судоремонтный завод, Тольяттинский механический завод, заводы железобетонных изделий «Опытный завод СМиК» и Левобережный ЛЗЖБИ, мукомольный комбинат ЖИТО, предприятие ВАЗИНТЕРСЕРВИС, ж/д станция Жигулёвское море (после расширения Шлюзового теперь его от микрорайона Жигулёвское море отделяет только железнодорожная насыпь).